# Ángel del Campo Valle
Ángel Efrén de (o del) Campo Valle (Ciudad de México, 9 de julio de 1868 - ibídem, 8 de febrero de 1908) fue un periodista y escritor realista-costumbrista mexicano, ligado a una concepción positivista de la literatura y con gran preocupación por lo social. Conocido por su seudónimo Micrós o Tic Tac, fue precursor de la novela realista.

## Estudios y primeros años
Huérfano desde los cuatro años, sus tíos maternos se hicieron cargo de él y estudió sus primeras letras en los colegios de Canónigo Díaz y de don Emilio Bas de México. En la Escuela Nacional Preparatoria, tuvo a Ignacio Manuel Altamirano como maestro y como compañeros a Luis González Obregón, Luis G. Urbina, Victoriano Salado Álvarez, Balbino Dávalos y Federico Gamboa, quienes también cultivaron las letras.
Al estudiar el primer año de letras murió su madre y tuvo que dejar la carrera para hacerse cargo de sus tres hermanos menores. A pesar de poseer una avasalladora vocación literaria, trabajó pane lucrando como empleado de la Secretaría de Hacienda y como profesor de literatura y periodista; esta última actividad le dio fama bajo los seudónimos Micrós y TicTac.

## Articulista y escritor
Micrós hace uso de la ironía para caracterizar la transformación del arte en producto de consumo por un público burgués y para ilustrar las diversas esferas de la vida pública. Su esquema de construcción narrativa es recurrente: un ambiente totalmente urbano, la Ciudad de México; sus personajes se originan en una inferior condición social, en una marginalidad signada por los orígenes y acentuada por los usos y costumbres de una sociedad inequitativa.
La sensibilidad del poeta que fue Micrós, más que en los versos -que también escribió-, está presente en la piedad humana con que maneja los sentimientos de personajes: seres humanos o animales. Poco optimista con el futuro de las clases pobres, sin embargo se hace eco de las injusticias que sufren, y protesta por la situación que padecen. Fiel a la tarea que se impuso de dejar a la posteridad un retrato fiel de lo que fue su mundo y su tiempo, tenía en el periódico el medio idóneo para convencer y promover la conciencia de un pueblo tan necesitado de conocerse a sí mismo.
Ángel de Campo intentó el género novelesco. Para el periódico El Imparcial escribió por entregas La rumba (1890-1891), que se recogió en forma de libro en 1958, en la Colección de Escritores Mexicanos. Se conoce el primer capítulo de otra: La sombra de Medrano, que seguramente se perdió.
Reunió sus artículos en tres volúmenes: Ocios y apuntes (1890), Cosas vistas (1894) y Cartones (1897). Además, escribió cuentos, crónicas, artículos de costumbres y dos novelas por entregas en publicaciones periodísticas como: El Nacional, El Partido Liberal, El Mundo Ilustrado, la Revista Azul, Cómico y El Imparcial. Su novela La rumba apareció en veinte entregas del diario El Nacional (1890-1891). 
Fiel al ideario nacionalista de su maestro Ignacio Manuel Altamirano, fundó en 1885 el Liceo Mexicano. Por el uso del humor dirigido a revelar los aspectos amargos de la sociedad de su tiempo, ha sido relacionado por la crítica con autores como José Joaquín Fernández de Lizardi y José Tomás de Cuéllar. Aunque no se lo propuso, al escribir La rumba (1890-1891) dejó un vívido y conmovedor cuadro de las condiciones sociales generadoras de la Revolución mexicana (las miserias del pueblo, que describe desde el punto de vista de éste). Su segunda novela, La sombra de Medrano, se considera perdida.
El estilo de Del Campo es el propio del realismo: detalle, minuciosidad y exactitud descriptivas, pero también existe brillantez y colorido. Su obra fue muy leída durante el porfiriato, y su estilo trascendió como canónico hasta la cuarta década del siglo. Consiste en una mezcla ecléctica de la estética romántica, realista, naturalista y modernista.
En 1939, el también escritor Mauricio Magdaleno realizó una recopilación y edición de varios textos de Del Campo, llamándolo Pueblo y Canto.

## Fallecimiento
Murió en la Ciudad de México, víctima del tifus. Fue sepultado en el Panteón de Dolores.